# حمله به کنیسه در اورشلیم
صبح روز ۱۸ نوامبر ۲۰۱۴، دو فلسطینی در حمله ای استشهادی به وسیله تبر، چاقو و تفنگ به نمازگزاران یهودی در کنیسه ای در اورشلیم حمله کردند. در نتیجه این حمله، ۶ نفر کشته شدند و در نهایت حمله‌کنندگان توسط پلیس کشته شدند. جبهه مردمی آزادی فلسطین مسئولیت این حمله را بر عهده گرفت.
فلسطینی‌ها بعد از این حمله در نقاطی از غزه، جشن گرفتند و شیرینی پخش کردند. باراک اوباما، رئیس‌جمهوری و جان کری، وزیر امور خارجه آمریکا هم این حمله را محکوم کرده‌اند. دولت ترکیه نیز این حمله را محکوم کرده‌است. شورای امنیت سازمان ملل متحد این حمله را به عنوان یک حمله تروریستی محکوم کرد.